# Liu Xie
Liu Xie (Chinees: 劉勰; uitspraak Pinyin: Liú Xié), roepnaam: Yanhe (彦和), was een 5e-eeuwse Chinese monnik, politicus en schrijver. Hij was de schrijver van een belangrijk werk over literaire esthetica, Het literaire brein en het uitsnijden van draken (文心雕龍). Zijn biografie is te vinden in de Liangshu. 
Een inwoner van het huidige Zhenjiang, ook een Liu, spoorde Liu Xie's wortels op en vond die in Shandong. Liu Xie werd al vroeg wees en koos ervoor niet te trouwen. Dit deed hij vanwege zijn armoede of uit overtuiging of beide. Liu Xie studeerde boeddhisme en hielp bij het bewerken van soetra’s in het Dinglin-klooster (定林寺) tot hij stierf gedurende de Liang-dynastie. 